# Lino Zanini
Lino Zanini (* 6. Mai 1909 in Riese Pio X, Provinz Treviso, Italien; † 25. Oktober 1997) war ein römisch-katholischer Erzbischof und Diplomat des Heiligen Stuhls.

## Leben
Lino Zanini empfing am 2. Juli 1933 durch den Patriarchen von Venedig, Pietro Kardinal La Fontaine, das Sakrament der Priesterweihe.
Am 16. Juni 1959 ernannte ihn Papst Johannes XXIII. zum Titularerzbischof von Hadrianopolis in Haemimonto und bestellte ihn zum Apostolischen Nuntius in der Dominikanischen Republik. Der Patriarch von Venedig, Giovanni Kardinal Urbani, spendete ihm am 3. September desselben Jahres die Bischofsweihe; Mitkonsekratoren waren der Bischof von Treviso, Antonio Mistrorigo, und der Weihbischof in Venedig, Giuseppe Olivotti.
1961 wurde Lino Zanini Offizial im Staatssekretariat des Heiligen Stuhls. Am 30. Mai 1962 wurde Lino Zanini zum Apostolischen Delegaten in Israel ernannt. Papst Paul VI. bestellte ihn am 4. Januar 1966 zum Apostolischen Pro-Nuntius in Ägypten. Am 7. Mai 1969 wurde Zanini Apostolischer Nuntius in Argentinien.
Am 15. Mai 1989 nahm Papst Johannes Paul II. das von Lino Zanini aus Altersgründen vorgebrachte Rücktrittsgesuch an.
Lino Zanini nahm an allen vier Sitzungsperioden des Zweiten Vatikanischen Konzils teil.